# Министерство финансов и планирования Шри-Ланки
Министерство финансов и планирования Шри-Ланки отвечает за разработку и выполнение государственной финансовой политики правительства, экономической политики и долгосрочное планирование. Казначейство размещено в здании Главного казначейства в Коломбо-форт.
Хотя история британского правительства Цейлона восходит к началу девятнадцатого века, Министерство финансов было создано в 1947 году, до независимости Цейлона как Министерство финансов и Казначейство Цейлона.

## Департаменты
- Национальный департамент планирования
- Департамент внешних ресурсов
- Департамент госбюджета
- Департамент государственных предприятий
- Департамент Служб управления
- Департамент финансовой политики
- Департамент торговли, тарифов и инвестиционной политики
- Отдел финансового развития
- Департамент по правовым вопросам
- Департамент казначейских операций
- Бухгалтерия
- Управление аудита

### Банки и агентства
- Центральный банк Шри-Ланки
- Банк Цейлона
- Народный банк
- Государственный сберегательный банк
- Совет по развитию лотерей
- Страховой совет Шри-Ланки
- Бюро по ценным бумагам и биржам Шри-Ланки